# Google I/O

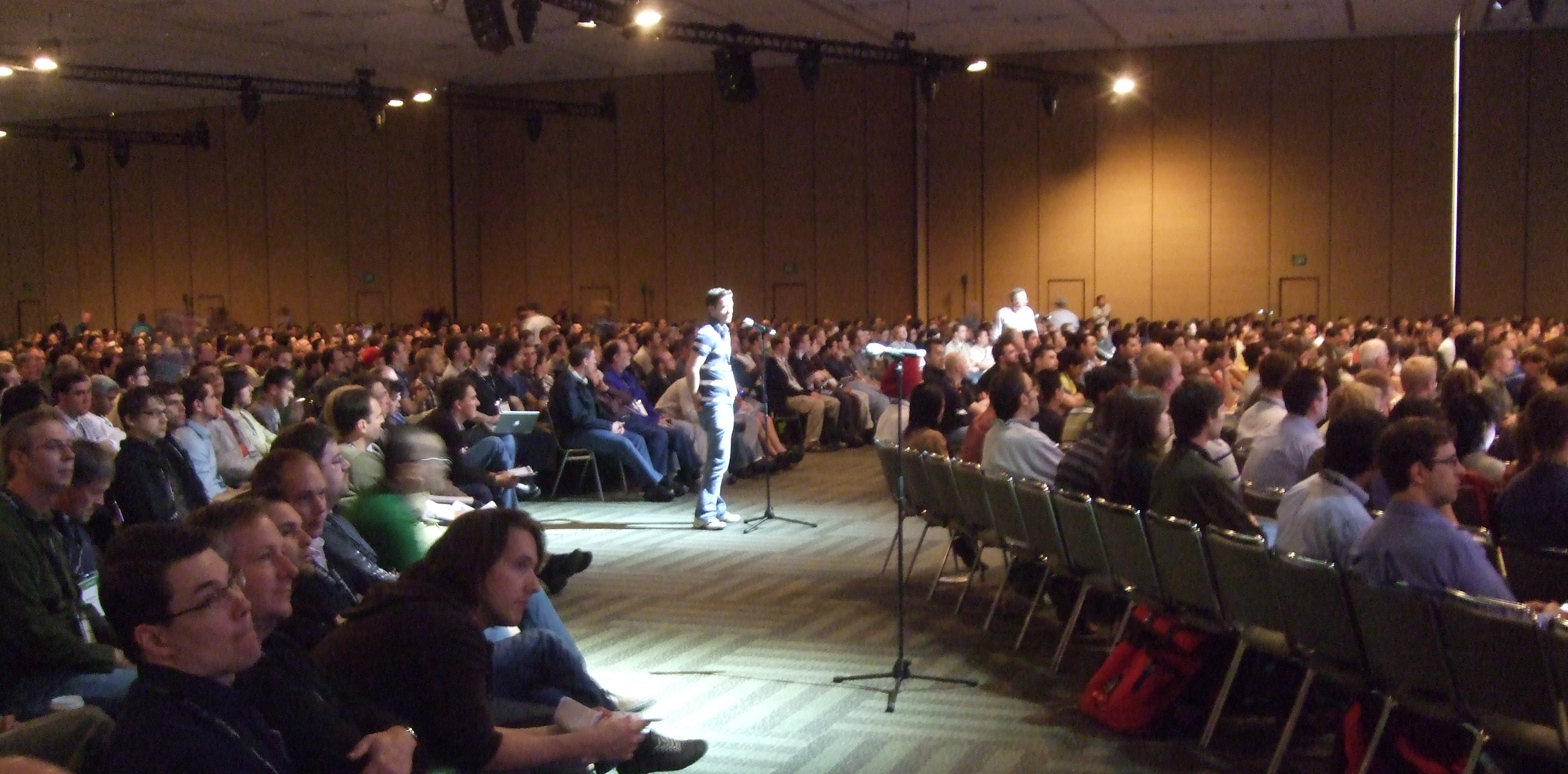
Google I/O в 2008 году

Google I/O — ежегодная конференция, ориентированная на разработчиков, проводимая компанией Google для обсуждения развития открытых технологий и сервисов Google. Проводится с 2008 года в Moscone Center (Сан-Франциско, штат Калифорния) в мае или июне.
Google I/O использует стиль, сходный с более ранними конференциями Google, такими как Google Developer Day (май 2007) и Geo Developer Day (май 2006).
На Google I/O проходит более 100 сессий.
Название Google «IO» может означать «Innovation in the Open», либо input/output (ввод-вывод). Кроме того, «I» и «O» напоминают двоичные цифры «1» и «0».

## 1-я конференция (2008 год)
Основные темы: OpenSocial, App Engine, Android, Google Maps API, Google Web Toolkit.
Среди выступавших: David Glazer, Alex Martelli, Steve Souders, Dion Almaer, Mark Lucovsky, Guido van Rossum, Jeff Dean, Chris DiBona, Josh Bloch.

## 2-я конференция (2009 год)
Основными темами в 2009 году стали продукты и технологии Google: Android, App Engine, Chrome, Google Web Toolkit, OpenSocial, Google AJAX APIs и анонсированный сервис Google Wave.

## 3-я конференция (2010 год)
На конференции в 2010 было объявлено об открытии исходных кодов видеокодека VP8 и о создании формата видео WebM. Также объявили об Chrome Web Store.

## 4-я конференция (2010 год)
Представлены продукты: Android, App Engine, Chrome, Enterprise, Geo, Google APIs, Google TV, Google Web Toolkit, Social Web, Google Wave.

## 5-я конференция (2011 год)
Первый день: Android, второй: Chrome и Google Chrome OS.
Анонсированы сервисы для Android:
- Google Music
- Обновление Honeycomb до версии 3.1
- Объединение двух ветвей ОС в Android Ice Cream Sandwich

Для Chrome и Chrome OS анонсированы:
- Ноутбуки «Chromebook» от Samsung и Acer
- Возможность покупок в приложениях из Chrome Web Store
- Веб-версия Angry Birds.

## 2012 год
Конференция проводилась 3 дня.
Первый день: Android, Google+, Project Glass.
Анонсированы: ОС Android версии Jelly Bean (4.1); Project Butter; Google Now. Устройства: Nexus 7 (планшет, 7 дюймов), Nexus Q, Project Glass.
Объявлено, что Android прошёл 400 млн активаций во всем мире.
Выпущены:
- Offline-карты для Android
- Версия 2 SDK для Google Drive
- Новые 3D снимки для Google Earth for Android
- Новый API для Youtube
- Новое мобильное приложение Youtube.

Второй день посвящён Google Chrome, The Cloud и Project Glass.
Объявлено, что:
- Google Chrome имеет около 310 млн активных пользователей
- Gmail — около 425 млн пользователей.

Анонсирована платформа Google+ для мобильных устройств (в том числе SDK для Android и iOS).
Объявлен выпуск:
- Стабильной версии Google Chrome для Android
- Google Chrome для iOS
- Google Drive для iOS
- Offline доступ к Google Docs
- IaaS сервис Compute Engine для запуска научных вычислений на мощностях инфраструктуры WSC Google[6].

В последний день объявлены сервисы Mobile App Analytics и Google Analytics для Android.

## 2013 год
Конференция, как и годом ранее, проводилась 3 дня (15-17 мая). Регистрация участников началась 13 марта, 2013 в 7:00 (GMT-7). Все билеты были проданы всего за 49 минут, несмотря на цену в $900 ($300 для учащихся) и добавленное с этого года требование о том, что все участники должны иметь аккаунт в Google+ и Google Wallet.
В первый день анонсировано:
- Google Play Music All Access
- Google Play Games
- Обновлённые Google Play Services
- Google Play для образовательных целей
- Android Studio development environment
- Samsung Galaxy S4 со стоковым Android, продаваемый через Google Play
- Улучшенный и видоизменённый Google+
- Google Hangouts для мгновенного обмена сообщениями
- Улучшенные и видоизменённые Google Maps
- Обновлённый поиск Google для Android
- Объявлено, что Android прошёл 900 млн активаций во всем мире.
- Google TV обновлено до Android 4.2.2 Jelly Bean.

Во второй день в основном обсуждались приложения для Google Glass и Google+ Development.

## 2014 год
Конференция Google I/O проводилась в Moscone Center 25-26 июня 2014 г.
Были анонсированы:
- Android L
- Android Wear
- Android Auto
- Android TV
- Android One
- Google Fit
- Улучшения Chromebook-ноутбуков
- Gmail API
- Мобильное приложение Google Slides для Android.

Google раздал посетителям следующие подарки:
- LG G Watch или Samsung Gear Live
- Motorola Moto 360 (будет выслан по почте после выхода на рынок)
- Google Cardboard — складываемый из картона держатель для смартфона, превращающий его в очки виртуальной реальности[9].

## 2015 год
- Был представлен Android M.
- Представлено независимое от Google+ приложение Google Фото.
- Представлен сервис Now On Tap, предлагающий полезную информацию на основе того, что отображается на экране смартфона.
- Представлены инструменты для интернета вещей: Weave и Brillo.
- Добавлен офлайн режим для карт и голосовой навигации[10].

## 2016 год
- Представлен новый мессенджер под названием Google Allo, который имеет встроенный Google Assistant. Интересной особенностью можно назвать режим «Шепот/Крик», позволяющий выразить эмоции пользователя с помощью смены размера текста для отправки. Функция позволяет работать как со словами, так и с картинками. Встроенный помощник от Google ответит на любой интересующий вопрос, умеет создавать секретные чаты, как Telegram, и имеет E2E-шифрование. Allo уже доступен для платформ Android и iOS[11].
- Представлен голосовой помощник Google Home, который способен отвечать практически на любые вопросы пользователя, запоминать мероприятия владельца и выполнять различные задания: бронировать билеты, столик в ресторане, включать или выключать свет, заводить будильник и т. д. Физически Home представляет собой небольшой цилиндр со встроенными микрофонами, динамиками, модулями Wi-Fi и Bluetooth[12].
- Анонсировано приложение для видеозвонков Google Duo.
- Показана третья сборка Android N, система получила около 250 изменений, включая изменения в многозадачности, поддержку виртуальной реальности и улучшение безопасности[13].
- Показана платформа Daydream для разработки VR-приложений для смартфонов. Она позволит создавать различные программы и игры для очков виртуальной реальности и будет работать на Android N[14].

## 2022 год
Основные темы:
- Android 13
- Immersive View
- Search With Scene Exploration
- Privacy Control For Ads
- Matter
- Google Wallet
- Pixel 6a
- Pixel Buds Pro
- Pixel 7 and Pixel 7 Pro (preview)
- Pixel Watch (preview)
- Pixel tablet (preview)

## 2024 год
На конференции Google I/O 2024 анонсировали множество новинок в области искусственного интеллекта, включая модели Gemini AI и их интеграцию в приложения компании.